# Rhinacanthus perrieri
Rhinacanthus perrieri är en akantusväxtart som beskrevs av Raymond Benoist. Rhinacanthus perrieri ingår i släktet Rhinacanthus och familjen akantusväxter. Inga underarter finns listade i Catalogue of Life.